# Qin Shi Huangdis mausoleum
Qin Shi Huangdis mausoleum (秦始皇陵, Qín Shǐhuánglíng) är ett gravkomplex för Kinas första kejsare Qin Shi Huangdi, som dog år 210 f.Kr. Det är placerat precis norr om berget Lishan i Lintong-distriktet ca 30 km öster om centrala Xi'an i Shaanxiprovinsen i Kina. Graven består av en pyramidformad kulle omgiven av en gravgård och flera andra intilliggande monument. Graven är mest känd för Terrakottaarmén som år 1974 hittades ca två km öster om graven, men det finns även flera extraordinära fynd precis i gravens närområde. Gravpyramiden tros kunna innehålla en av världshistoriens intressantaste arkeologiska skatter, men den är ännu inte utgrävd. Graven uppfördes under 36 år med start 246 f.Kr. och färdigställdes efter kejsarens död 210 f.Kr. Qin Shi Huangdis mausoleum är världens största underjordiska mausoleum.
Sedan 1987 är Qin Shi Huangdis mausoleum listat av Unesco som världsarv.

## Historia
Efter ett långvarigt inbördeskrig i slutet av den historiska tidsperioden De stridande staterna (481–221 f.Kr.) segrade riket Qin år 221 f.Kr. Efter att därmed ha enat Kina utropade Qins kung Ying Zheng sig själv till Kinas första kejsare och tog sig namnet Qin Shi Huangdi. Från denna tidpunkt går Kina in i Qindynastin vilket blir starten för en mer än 2 000 år lång tid som kejsardöme.
När Ying Zheng år 247 f.Kr. blev kung i riket Qin påbörjades arbetet med hans mausoleum. När han år 221 f.Kr. blev kejsare så eskalerade byggnadsprojektet och vid dess mest intensiva period arbetade 700 000 personer med mausoleet. Qin Shi Huangdi dog år 210 f.Kr. och arbetet med hans mausoleum avslutades år 208 f.Kr. av hans son Qin Er Shi.
Qindynastin blev kortvarig. År 206 f.Kr. föll dynastin och Xiang Yu intog dynastins huvudstad Xianyang. Xiang Yu plundrade, brände och förstörde det stora gravkomplexet, däribland Terrakottaarmén, men man tror inte att han lyckades komma in i själva gravkammaren i det underjordiska palatset.
Ungefär 200 år innan Qin Shi Huangdis mausoleum uppfördes så började det byggas stora underjordiska palats för kungarna till de olika staterna som senare skulle enas till Qindynastin. Innan Qindynastin var gravarna huvudsakligen ett underjordiskt schakt utan någon utmärkande pyramid eller andra större monument omkring graven. Qin Shi Huangdis mausoleum är utfört i en skala som aldrig vare sig före eller efter det har gjorts i Kina. Detta gäller både kostnad och storlek. Gravkomplexet är ett av de största  i världshistorien. Det extrema utförandet på den första kejsarens grav tvingade kejsarna i den efterföljande Handynastin (206 f.Kr.–220 e.Kr.) till kostsamma gravbyggnationer för att inte hamna i för stort underläge mot sin föregångare.
Av en slump hittades Terrakottaarmén 2 km öster om graven år 1974 av bönder som grävde efter vatten.

## Gravpyramiden

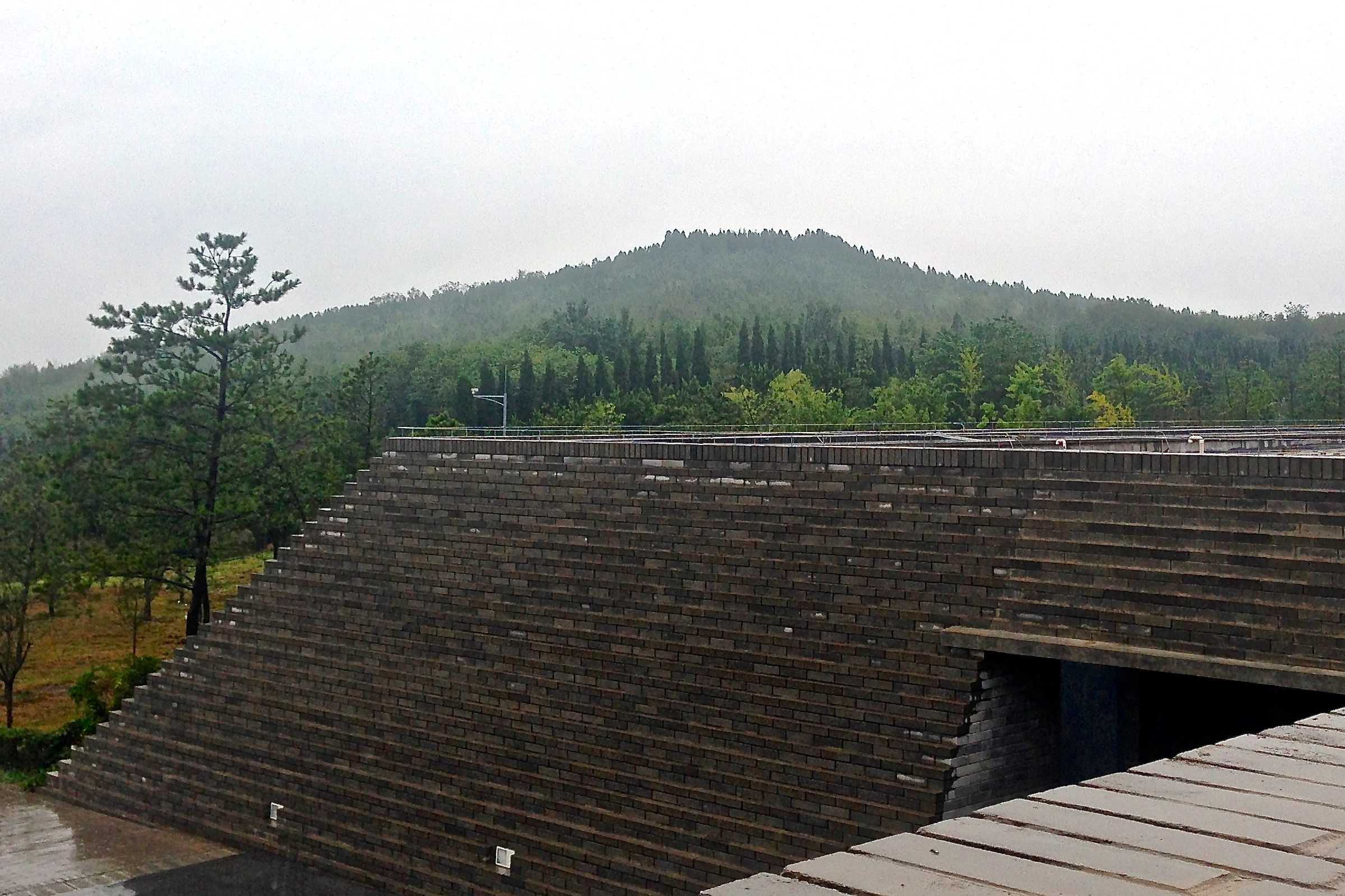
Qin Shi Huangdis gravpyramid syns i bakgrunden av museet till grop K0006.

Graven är täckt av en jordkulle i form av en pyramid med platt topp. Pyramidens mått är ungefär 345 x 350 meter vid basen och höjden är drygt 51 meter. Det förekommer även uppgifter om att pyramiden skulle vara högre och höjdbedömningen försvåras av att marken kring graven lutar från sydost mot nordväst. Enligt historikern Sima Qian var gravpyramiden ursprungligen ca 115 meter hög med sidor ca 520 x 520 meter, men den har sedan sjunkit ihop och även sänkts av erosion. En annan tänkbar förklaring till den stora avvikelsen mot den påstådda ursprungliga höjden är att graven aldrig blev färdigbyggd. Som jämförelse kan nämnas att Cheopspyramidens sidor har längden 230 meter och man tror att dess ursprungliga höjd var 146,6 meter. Sima Qian berättar även att träd och gräs planterades på gravpyramiden för att den skulle likna ett naturligt berg.
Pyramiden har ännu inte grävts ut, eftersom man idag inte har säkra metoder för att konservera innehållet. En annan bidragande orsak är att kineserna överlag är restriktiva med utgrävningar av kejsargravar, på grund av respekt för sina forna ledare. Bara ett fåtal av Kinas många kejsargravar är utgrävda.

## Det underjordiska palatset

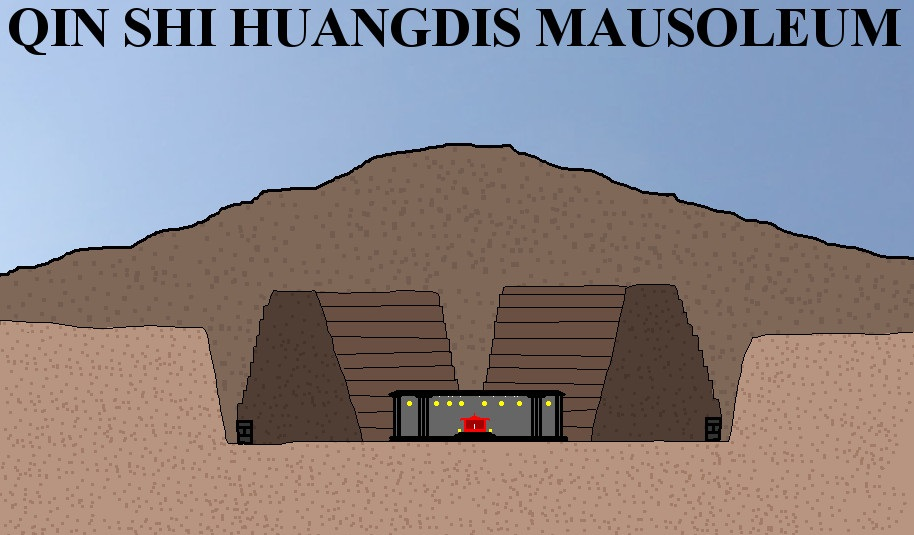
Tvärsnitt över ett tänkbart utförande av den underjordiska kammaren till Qin Shi Huangdis mausoleum.

Det som finns historiskt dokumenterat om gravens innehåll och det underjordiska palatset är skrivet av Sima Qian i boken Shiji mellan år 109 och 91 f.Kr. dvs ca 100 år efter kejsarens död. Sima Qian beskriver att den första kejsaren begravdes i september och att graven började byggas när den första kejsaren tillträdde. Den yttre kistan är byggd av koppar, och i graven finns ett palats, en modell av regeringsstrukturen och massor med skatter. Hantverkare beordrades att rigga armborst som kommer att avfyra pilar mot inkräktare. Floder och hav är uppförda av kvicksilver med en mekanism som håller kvicksilvret rinnande. I taket är himlen avbildad och på golvet är jorden avbildad. Belysningen drivs av valolja för att kunna brinna väldigt länge. Sima Qian skriver även att kejsaren placerades i det underjordiska palatset efter att han avlidit. Därefter stängdes den mittersta och den yttre porten. Alla som arbetat med graven blev instängda och ingen flydde. Dessa textrader indikerar att det kan ha funnits tre portar (inre, mittersta och yttre) in till gravkammaren. Hur mycket skatter som finns i gravkammaren är det ingen som vet men historikern Liu Xiang skriver att ingen har någonsin begravts lika påkostat som Qin Shi Huangdi, och alla de skatter som hittats utanför gravpyramiden indikerar att det är en minst sagt påkostad grav.
Mätningar av gravitationsavvikelser och resistivitet av gravens innanmäte visar att det i jordpyramiden ursprungligen har grävts ut ett ca 30 meter djupt rektangulärt schakt med lutande väggar. I öst- västlig riktning var utgrävningen 170 meter och 145 meter i nord-sydlig riktning. På botten av utgrävningen löper en 4 meter hög teglad mur längs ytterkanterna med måtten 150 gånger 125 meter. Ovanpå muren finns en 30 till 40 meter hög struktur av packad jord som bitvis når över ursprunglig marknivå. Strukturen är i form av fyra trappliknande väggar där varje vägg har plattformssteg. Väggarna är brutna på östra och västra sidan för att ge plats för gångar ner till det underjordiska palatset. Vid väggarnas högsta punkt är de ca 15 meter tjocka. Det underjordiska palatset dvs gravkammaren är 80 meter lång i öst-västlig riktning och 50 meter i nord-sydlig riktning med en höjd på 15 meter. Sima Qian nämner i sin text att man passerade grundvatten ("穿三泉") när man grävde det underjordiska palatset, men gravens södra del omsluts av ett dräneringssystem och mätningar tyder på att graven aldrig översvämmats av vatten.
Jorden i gravpyramiden har extremt förhöjda halter av kvicksilver. Medelhalten av kvicksilver i jordprover från gravpyramiden är ca 8 ggr högre än normalt, och i de mest högkoncentrerade områdena är halten ca 50 ggr högre än normalt. Anmärkningsvärt är att fördelningen av de områden som har extrema halter av kvicksilver kan representera en kartbild av var det fanns vatten i Qin-riket vilket är ett indicium till att Sima Qians historia kan stämma. Man har funnit kvicksilver även i andra kinesiska gravar, men aldrig i halter som närmar sig Qin Shi Huangdis grav.
Det finns inga bevis eller något som tyder på att graven skulle vara plundrad efter att den förslutits så gravkammaren tros vara orörd.

## Terrakottaarmén

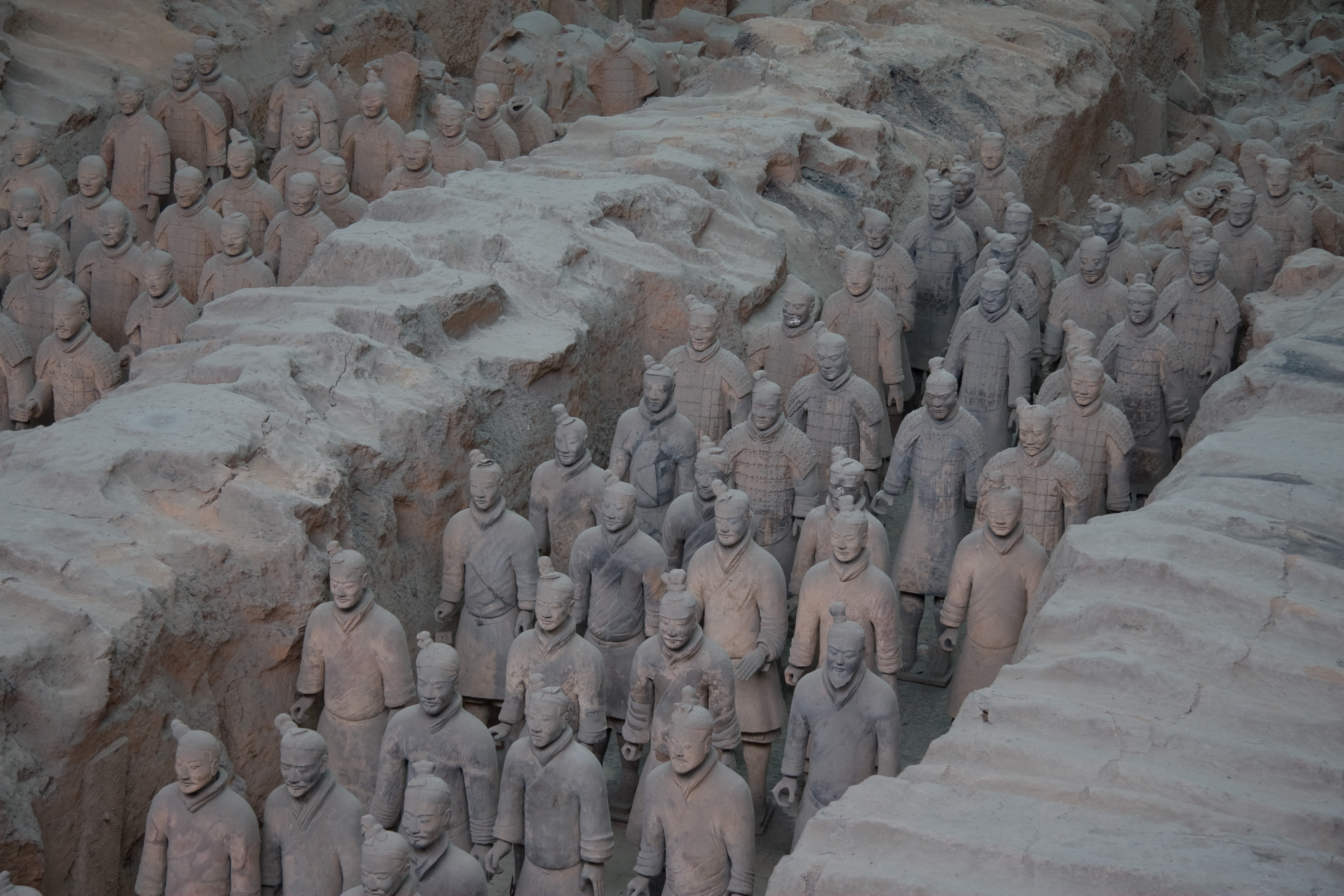
Terrakottaarmén.

Ungefär 2 km öster om gravpyramiden utanför gravgården hittades 1974 av en slump Terrakottaarmén av en bonde som grävde efter vatten. Terrakottaarmén består av ca 8 000 fullskaliga och individuella lersoldater varav ungefär 2 000 är utgrävda. Soldaterna är uppställda i stridsformationer och uppdelade i tre olika fyndplatser. Sju olika grader i det militära rangsystemt är representerade i Terrakottaarmén: generaler, officerare på mellannivå, bepansrade soldater, obepansrade soldater, stridsvagnsförare, ryttare och bågskyttar. Vissa av soldaterna är onaturligt långa och längden markerade dess militära rang. Trupperna är placerade i stridsformation med riktig beväpning vars metalldetaljer fortfarande idag efter mer än 2000 år är i gott skick. Dessvärre blev Terrakottaarmén plundrad, sönderslagen och uppbränd, sannolikt av Xiang Yu, några år efter den första kejsarens död i samband med att Qindynastin föll. Terrakottafigurerna var ursprungligen färgglatt målade men mycket av färgerna har med tiden försvunnit. Det är tänkbart att terrakottasoldaterna porträtterar verkliga soldater från Qinarmen. Fyndet, som är en av 1900-talets största arkeologiska upptäckter, blev en stor överraskning eftersom Terrakottaarmén inte finns nämnd i några historiska dokument.

## Gravgården

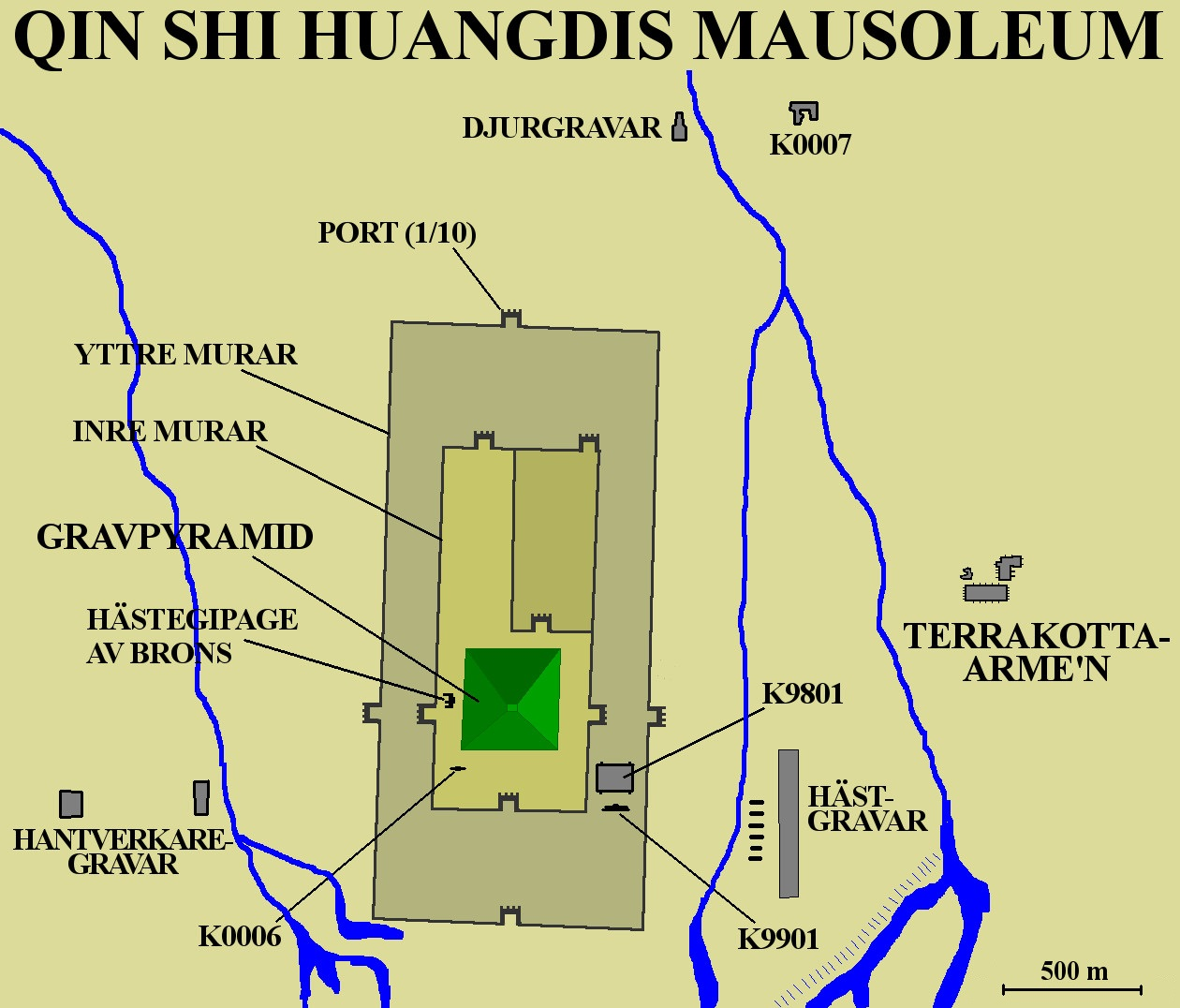
Karta över Kinas första kejsare Qin Shi Huangdis mausoleum.

Gravens närområde är en gård på ca 2 200 gånger 1 000 meter som är indelad med både en inre och yttre mur med totalt tio portar. Murarna var ca tio meter höga och portarna var ca 70 meter långa. Det finns åtskilliga utgrävda fynd inom gravgården runt gravpyramiden. Det finns även en hel del fynd även utanför gravgården. Hela gravkomplexet täcker en yta på totalt 56 kvadratkilometer och innehåller många hundra gravplatser och gropar med lämningar varav Terrakottaarmén är den mest kända. År 2012 hittades grunden till ett stort kejserligt palats norr om graven med en storlek av 692 gånger 250 meter. Palatset innehåller 18 gårdshus och en huvudbyggnad.
Innanför och runt gravgården finns det ett flertal gravar och gropar som har likheter med Terrakottaarmén. Mycket av lämningarna, såsom även Terrakottaarmén, är sönderslagna och brända. Sima Qian skriver i Shiji att Xiang Yu brände Qin Shi Huangdis mausoleum vilket tros vara den troligaste förklaringen till förstörelsen runt graven.

### Grop K9901, akrobater

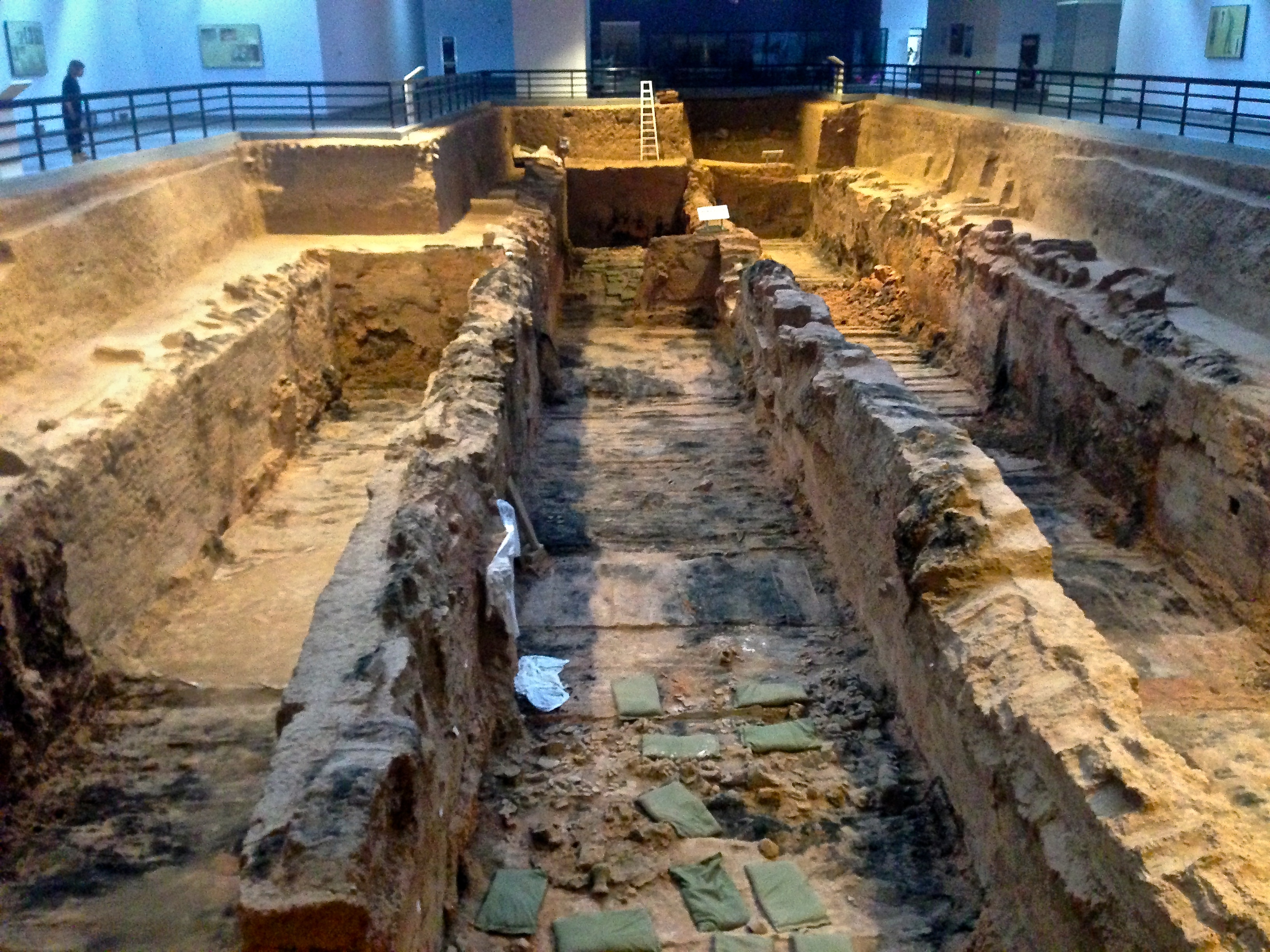
Utgrävningen av grop K9901.

Grop K9901 är placerad mellan yttre och inre murarna ungefär 300 meter sydost om graven och precis söder om K9801. I gropen har 11 fullskaliga terrakottafigurer hittats. Alla figurerna var klädda i endast kort kjol. Dessa figurer tros vara akrobater för att roa kejsaren efter jordlivet. Vissa är långa och starka medan andra är små och smala och de står alla i olika akrobatiska positioner och de är skulpterade som att de är mitt i en rörelse. Alla figurerna var trasiga när de hittades och sex stycken är nu restaurerade. Tillverkningsmetoden för dessa figurer är i grunden samma som för soldaterna i Terrakottaarmén. Utöver akrobaterna har även hittats en hästvagn, fyra hästskor och ett stenträns. Det finns även vapen såsom pilspetsar, spjut och även rustningar i gropen. Man har även hittat en 212 kg tung dekorerad bronskittel. Gropen, som ännu inte är färdigutgrävd, är 5 meter djup. Gropen är uppdelad i tre korridorer som löper i öst-västlig riktning. Väggarna är byggda av träklädd packad jord. Golvet och taket var gjort av trä.
Gropen tros ursprungligen ha varit en passage under byggnationen av mausoleet. Gropen hittades 1999, och i oktober 2011 öppnades K9901 för allmänheten.

### Grop K0006, tjänstemän

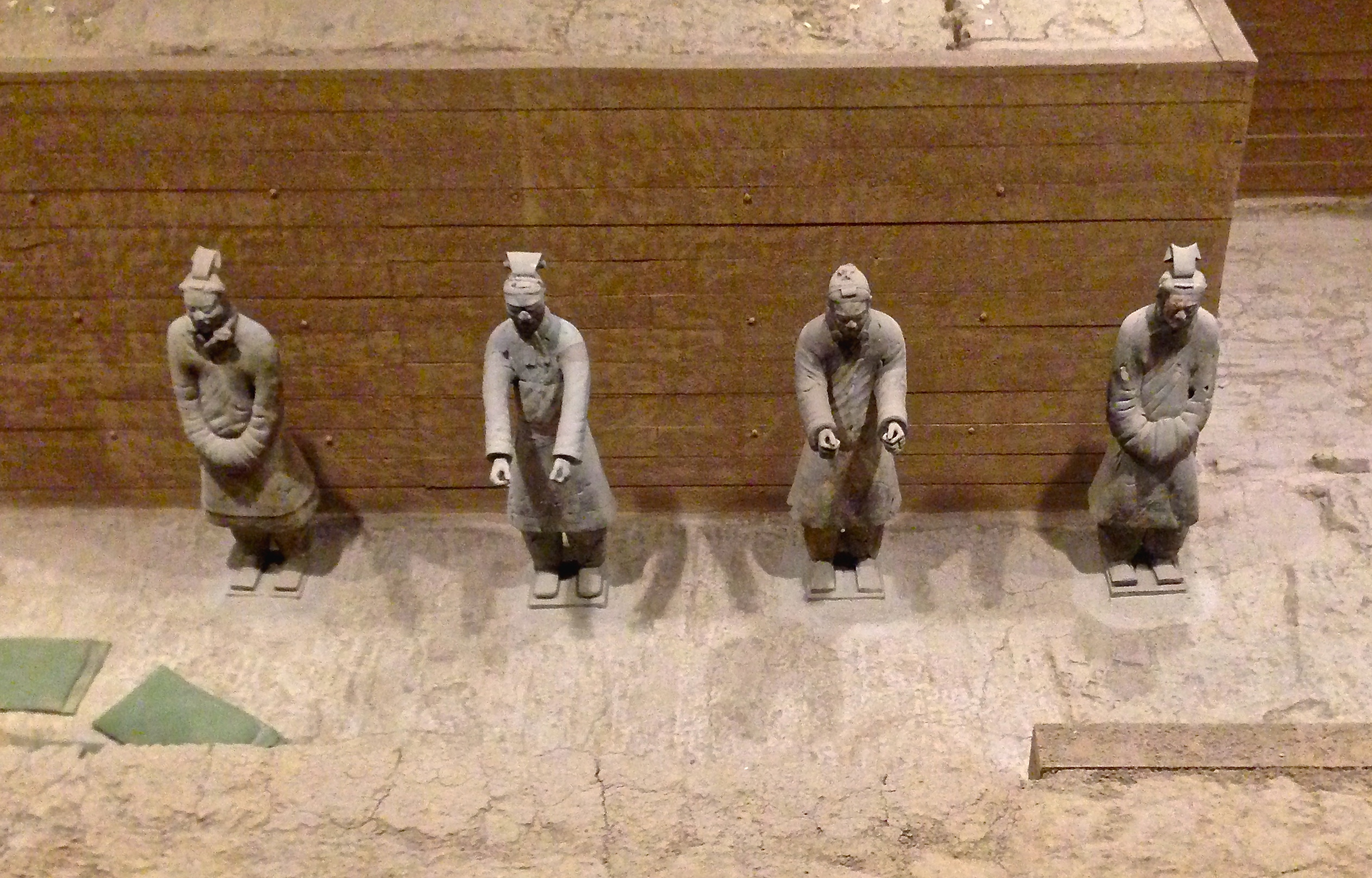
Utgrävda terrakottafigurer av tjänstemän och kuskar i gropen K0006.

Precis vid sydvästra hörnet av gravpyramiden innanför de inre murarna hittades år 2000 en grop med åtta fullskaliga terrakottafigurer föreställande fyra civila tjänstemän och fyra kuskar. Dessa figurer har färgglad målning som fortfarande finns kvar i deras ansikten. De har inga militära vapen, men alla tjänstemän står med händerna knäppta framför sig gömda i dess kläder. Tjänstemännen har varsin kniv med tillhörande slipstål hängande i bältet för att kunna korrigera felinskriptioner i trä eller bambu vilket var skrivmaterialet under Qindynastin. Dessa tjänstemän tros ha arbetat på en mellannivå i Qindynastins domstolar, men här råder oenighet bland arkeologerna. Vissa tror att gropen är kejsarens stall, och att objekten tjänar som förberedelse för kejsarens framtida resa.
Gropen är 5 meter djup och sträcker sig i öst-västlig riktning. och består av en främre och en bakre kammare. Väggarna är 2,7 meter höga byggda av packad jord med träklädda insidor. Golvet och taket är gjort av trä. Spår av en hästvagn av trä har hittats i gropens västra del. I den bakre kammaren har man hittills grävt ut nio skelett av vuxna hästar. Man uppskattar att det totalt är 20 hästar begravna i gropen.
I oktober 2011 öppnades K0006 för allmänheten.

### Grop K9801, stenrustningar

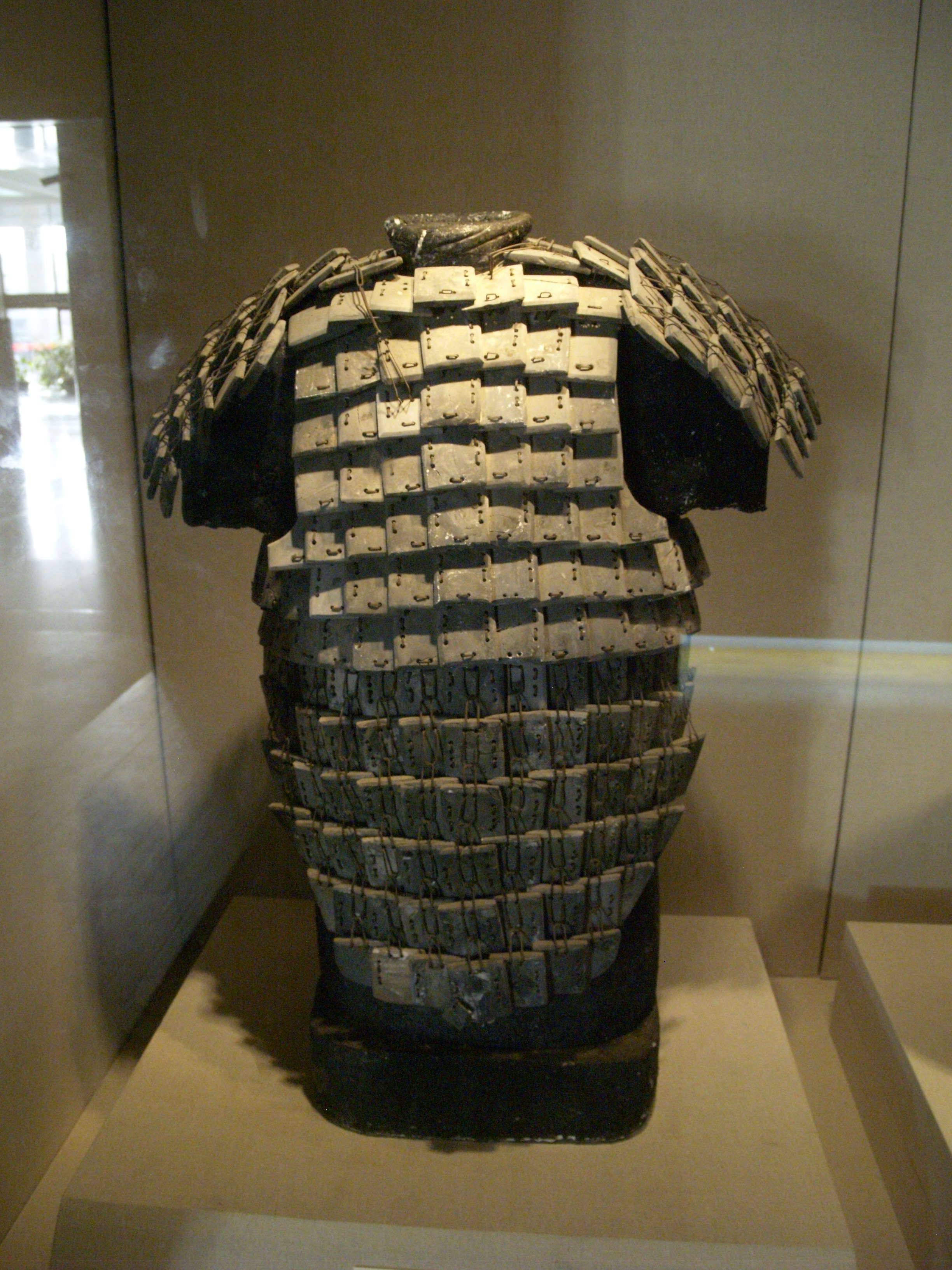
Restaurerad stenrustning utgrävd från grop K9801.

200 meter sydöst om graven hittades 1998 en stor rektangulär grop på nästan 14 000 kvadratmeter vilket är den största gropen innanför de yttre murarna. Gropen är uppdelad i olika sektioner separerade med väggar av packad jord.
I gropen har 120 stenrustningar och 90 stenhjälmar grävts ut. Rustningarna består av stenskivor av finkornig kalksten i mörkgrå färg. Stenskivorna är i olika geometriska former och de ej överlappande kanterna är konstnärligt utsmyckade. Stenskivorna har hål för sammanfogningen som gjorts med platt koppartråd. Större delen av rustningarna är av samma typ, men det finns även några rustningar som är gjorda av tunnare stenar och i fiskfjällsutförande. Även en mycket stor rustning har hittats som tros vara rustning för en krigshäst. Denna upptäckt tidigarelägger det kända användandet av hästrustningar med mer än 400 år.
Ursprungligen har rustningarna hängt på trästativ, men när de hittades var de utspridda på gropens golv. Det har brunnit i gropen så både rustningarna och trästativen är brännskadade. Endast en rustning och en hjälm är i dag helt restaurerade. Rustningen väger 18 kg och består av 612 stenskivor. Hjälmen väger 3,1 kg  och består av 74 stenskivor. Dessa rustningar är alldeles för tunga och för sköra för verklig användning. Sannolikt är dessa rustningar specifikt tillverkade för kejsarens grav och är en modell av de läderrustningar som tros vara tidstypiska för Qindynastin.
Totalt tror man att det finns ungefär 5 miljoner stenskivor i gropen. Man uppskattar att det tog en hantverkare ungefär ett år att färdigställa en enda rustning vilket ger en indikation på vilken arbetsinsats som utförts. Materialet till stenarna kommer från nordvästra Shaanxiprovinsen. Gropen hittades 1998 och grävdes ut under 1999.

### Två hästekipage i brons

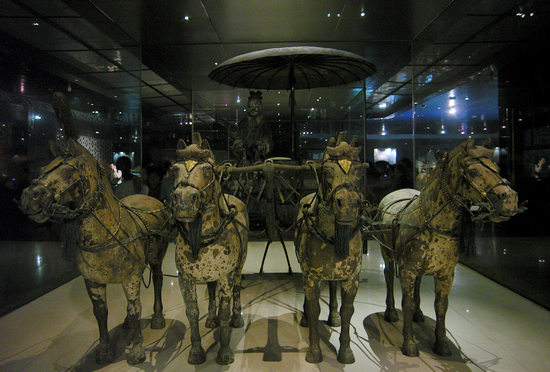
"Höga vagnen".

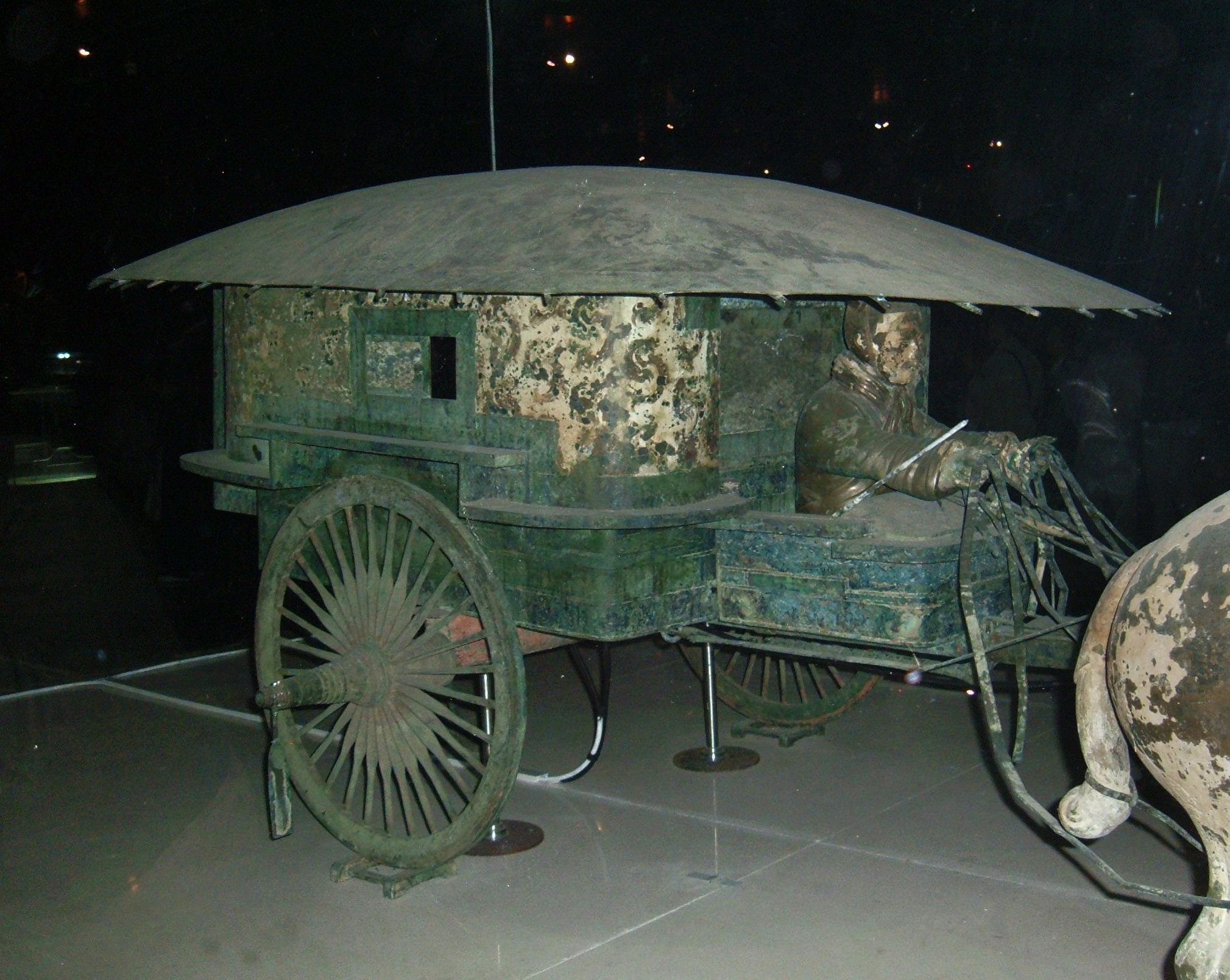
Detalj av den "Bekväma vagnen".

Precis väster om graven innanför den inre murens västra port hittades 1980 två mycket detaljrika hästvagnar och hästar av brons i halv skala. Hästekipagen var begravda 8 meter under dagens marknivå i en stor kista av trä  som efter 2 000 år under jord har ruttnat och kollapsat, så hästekipagen var helt sönderslagna i tusentals bitar när de hittades. Det tog åtta år att restaurera de båda ekipagen till sitt ursprungliga utförande. Ekipagen är gjutna i brons och målade och utsmyckade med stora mängder guld och silver. Båda dras av fyra hästar och har ett enkelt hjulpar och ett parasolltak. Arkeologerna kallar dem "Höga vagnen" och "Bekväma vagnen"
High Chariot är ett 2,27 meter långt ekipage och körs av en stående kusk beväpnad med ett svärd och ett armborst. På sin vänstra sida har kusken ett koger med 12 pilar och på sin högra en utsmyckad sköld. Ekipaget väger 1 061 kg. Den har också kallats "Stridsvagnen" eller "Inspektionsvagnen".
Comfortable Chariot är 3,17 meter lång har en kupé bakom kusken med fönster och ingång från baksidan. Kupén är stor nog för att passageraren ska kunna sova där inne och man tror att detta ekipage är representativt för den hästvagn som den första kejsaren använde när han reste runt i sitt rike, och man tror att dessa ekipage är tänka att användas av kejsaren i sitt nästa liv. Ekipaget väger 1 241 kg. På grund av att kupén har ventilation har den även kallats "Den luftkonditionerade vagnen".
Ursprungligen var vagnarna målade i ljusa färger: rosa, grön och blå på vit grund. Enligt Yin och yang-teorin representerar färgerna röd, svart, blå och vit de fyra väderstrecken söder, norr, öster och väster. Att dessa vagnar hittades på västra sidan av graven och var målade vita kan tyda på att det finns ytterligare ekipage i de övriga väderstrecken, sannolikt målade i motsvarande färger.
Ekipagen finns i dag utställda på Emperor Qin Shihuang's Mausoleum Site Museum.

### Grop K0007, bronsfåglar

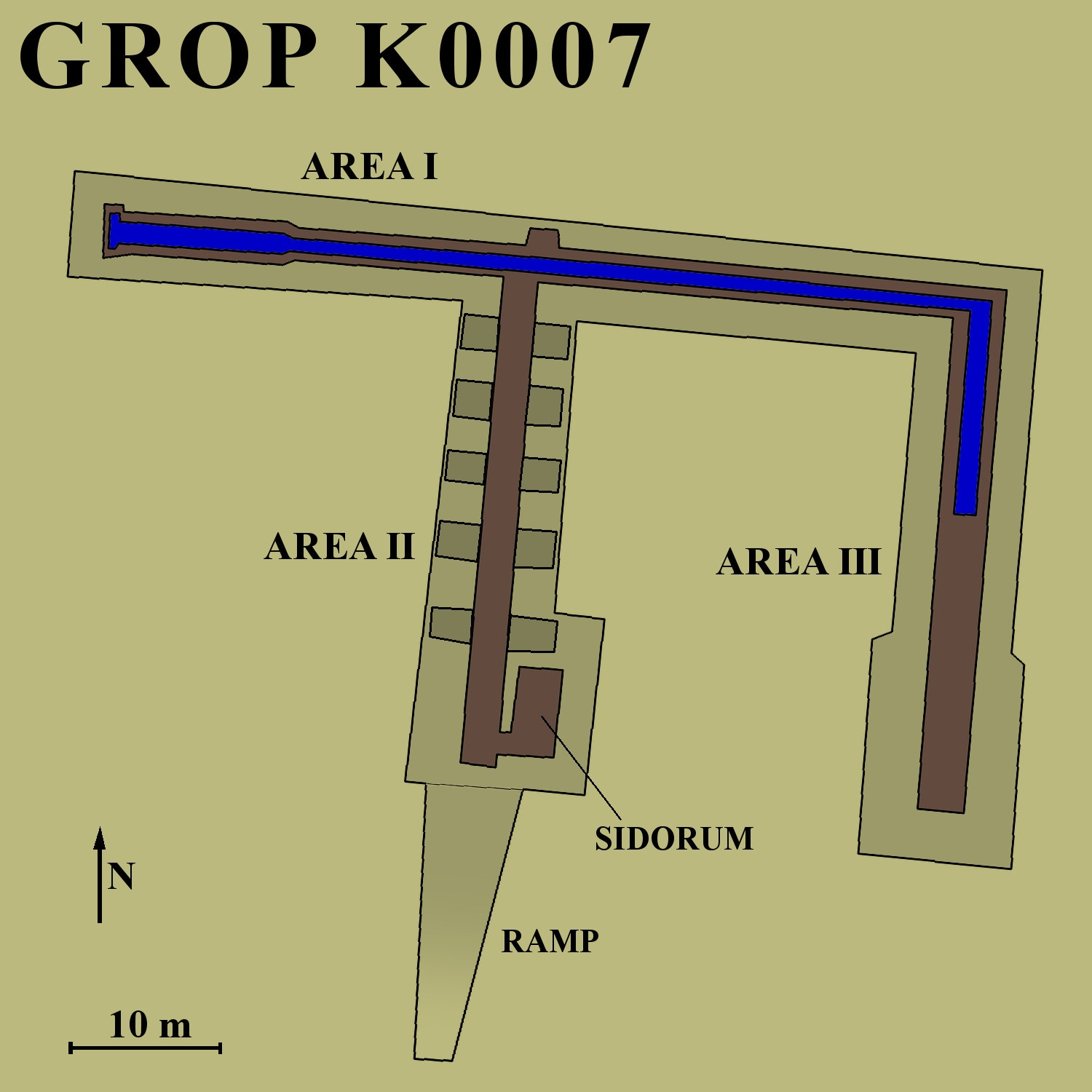
Översikt över grop K0007.

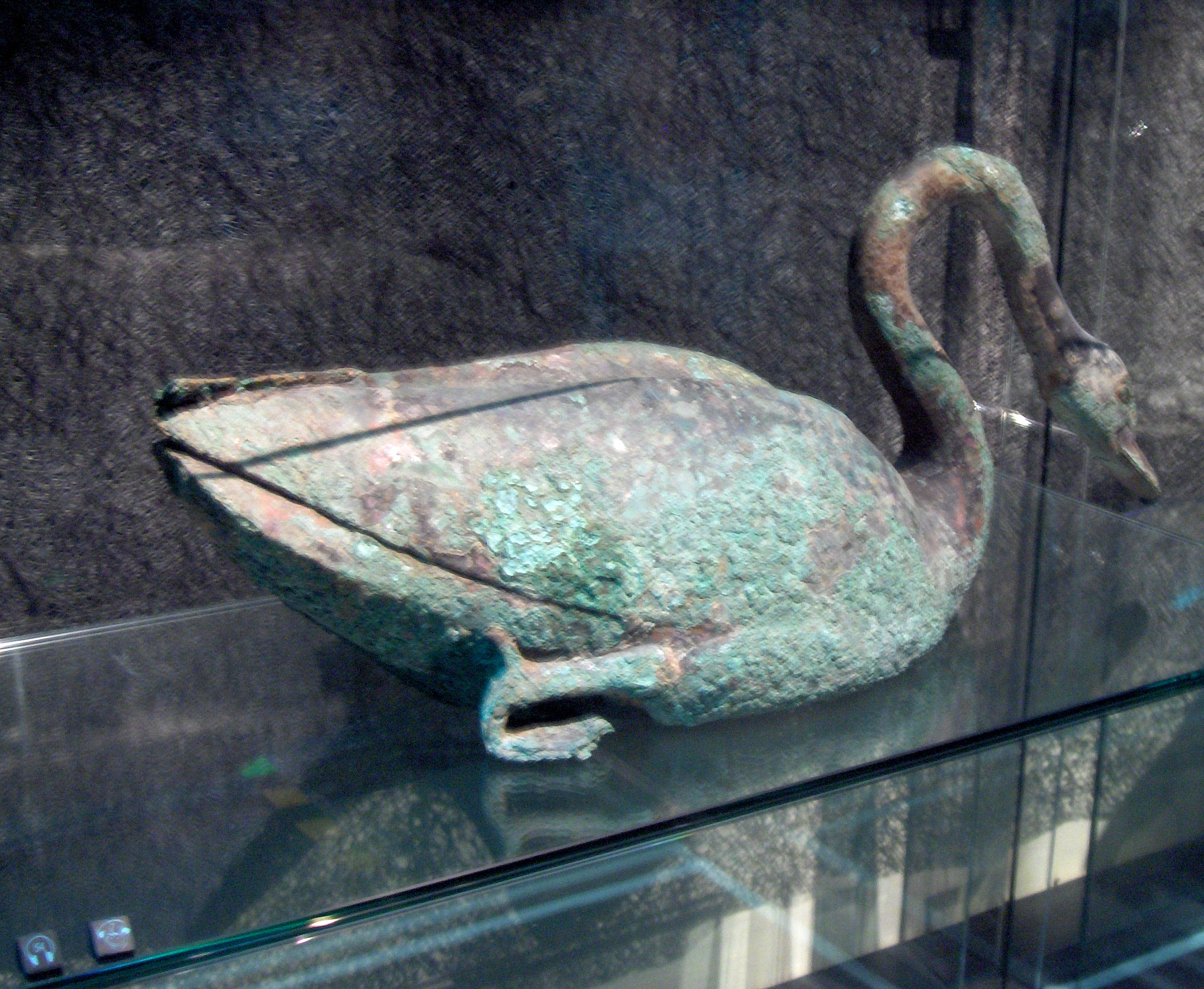
En svan av brons från grop K0007.

Tre kilometer nordost om kejsarens grav och 900 meter utanför de yttre murarna hittades 2002 en grop innehållande bronsfåglar från Qindynastin. Gropen är F-formad med en korridor (Area I) i öst-västlig riktning och två korridorer (Area II and III) som går söderut från area I. Gropen har totalt en yta av nästan 1 000 kvadratmeter. Det finns ett litet sidorum som ansluter i södra delen av area II. Överlag är gropen konstruerad på ett liknande sätt som de övriga groparna kring mausoleet, dvs med väggar av träklädd packad jord och golv och tak av timmer. Taken i grop K0007 är även kompletterade med en matta vävd i fiskbensmönster vilket de andra groparna inte har. Gropen är skadad av brand, skadegörelse och grundvatten.
Area I är 60 meter lång och ca 3 meter under markytan. Längs korridoren leder en försänkt kanal i mitten av golvet som tros ha varit vattenfylld. Östra änden av korridoren är skadad av grundvattnet och har därför inte grävts ut. 46 olika sjöfåglar av brons har hittats i area I varav 20 är svanar, sex är tranor och 20 är vildgäss. Fåglarna har ursprungligen stått på piedestaler. Fåglarna varierar i storlek och utförande. Svanarna är ungefär 90 cm långa, tranorna och vildgässen är ca 130 respektive 50 cm långa. Area II utgår ungefär från mitten av area I och fortsätter nästan 30 meter söder ut och avsluts med en ramp upp till marknivå. Ett hål sannolikt gjort av en gravplundrare finns där rampen möter korridoren. Längs väggarna i area II finns nischer symmetriskt placerade drygt två meter djupa och knappt två meter breda där det ursprungligen har stått terrakottafigurer på plattformarna ungefär en meter över golv. Totalt har 15 terrakottafigurer grävts fram varav två hittades i sidorummet. Åtta är i sittande position med raka ben framåt. Alla bär mantel, är barfota och har mustasch. De övriga terrakottafigurerna är knästående men i övrigt överensstämmer de med de sittandes utförande. Area III utgår från östra änden av area I och fortsätter 30 meter söder ut. Area III her ett liknande utförande som area I med en försänkt kanal mitt i golvet. Inga betydande fynd har gjorts i area III.
Grop K0007 är placerad på södra stranden av en forntida fiskdamm. Placeringen i kombination med gropens utförande och de hittade objekten indikerar en nära relation med dess omgivning. Tranor ansågs av forna Kina vara långlivade så vissa arkeologer tror att bronsfåglarna har en koppling till kejsarens vilja att bli odödlig.

## Qin Shi Huangdis mausoleum i dag
Med Terrakottaarmén som huvudattraktion kan man i dag besöka Qin Shi Huangdis mausoleum i Qin Shihuang's Mausoleum Site Museum utanför Xi’an. Museet är ett av Kinas absolut mest populära turistmål och besöks årligen (2013) av mer än 5 miljoner besökare. Utöver Terrakottaarmén kan man besöka grop K0006 och grop K9901 i direkt anslutning till graven. Man får dock inte gå upp på gravpyramiden, vilket man fick fram till år 2010. Enskilda objekt från Qin Shi Huangdis mausoleum såsom terrakottafigurer, vapen och prydnadssaker finns även utställda på ett flertal andra museum såsom Shaanxis historiska museum i Xi'an och Kinas nationalmuseum i Peking. Sedan 1987 är Qin Shi Huangdis mausoleum listat av Unesco som världsarv.
Populärkulturellt har mystiken kring Qin Shi Huangdis mausoleum varit inspiration till flera filmer såsom:
- Mumien: Drakkejsarens grav[39]
- The Myth[40]
- Ancient Terracotta War Situation[41]

Även datorspelet Prince of Qin är inspirerad av graven i Qin Shi Huangdis mausoleum.